# Egeldonk (flatgebouw)
Egeldonk is een (voormalig) flatgebouw in Amsterdam-Zuidoost. De naam is ontleend aan een boerderij in Zundert (Noord-Brabant).

## Geschiedenis
Egeldonk werd begin jaren 70 opgeleverd als een van de zes honingraatvormige flats in de E/G-buurt en was met een hotelnummering van 1-942 de kleinste van de E-flats. Egeldonk bestond uit een klein noordelijk en een groot zuidelijk gedeelte die via een loopbrug met elkaar verbonden waren. Groot-Egeldonk liep over in Gravestein (tot 1984 Gliphoeve-West) en had dezelfde vorm als de bijna-identieke combiflat Frissenstein Noord-Dennenrode Zuid, zij het met twee liftportieken in het overgangsblok. Andere grote verschillen met de F/D-buurt waren de westelijke richting van de loopbrug (waarbij er een boog ontbrak), de gespiegelde indeling van een aantal flats en de lengte van beide voorstukken (een groter Noord, een kleiner Zuid).
In 1986 werd Egeldonk opgeknapt met o.a. een schilderbeurt en afgesloten toegangen.
Na de vliegramp van 4 oktober 1992 werd besloten om de Bijlmer ingrijpend te veranderen; dit hield in dat veel flats moesten wijken voor laagbouw. Egeldonk kwam in 2009/2010 aan de beurt; alleen het staartje met de flats 40-942, portiek 5/E en de onderdoorgang resteert en werd na de renovatie in 2013 in Gravestein opgenomen. Samen met het eveneens opgeknapte voorstuk van Echtenstein is dit het laatste overblijfsel van de E-buurt.